# طوبولوجيا مكملة متراصة
في الرياضيات، تعرف الطوبولوجيا المكملة المتراصة على أنها الطوبولوجيا المعرفة في مجموعة {\displaystyle \scriptstyle \mathbb {R} } من الأعداد الحقيقية، المحددة عن طريق إعلان مجموعة جزئية {\displaystyle \scriptstyle X\subseteq \mathbb {R} } مفتوحة إذا وفقط إذا كانت فارغة أو كانت المجموعة المكملة لها {\displaystyle \scriptstyle \mathbb {R} \setminus X} متراصة في الطوبولوجيا الإقليدية المعيارية في الأعداد الحقيقية {\displaystyle \scriptstyle \mathbb {R} }.